# Nuovo Cinema Paradiso
Nuovo Cinema Paradiso (bra Cinema Paradiso; prt Cinema Paraíso) é um filme franco-italiano de 1988, do gênero comédia dramática, escrito e dirigido por Giuseppe Tornatore e musicado por Ennio Morricone. No Brasil, foi o primeiro Blu-ray lançado pela Versátil Home Vídeo, que o ocorreu em 2009.

## Sinopse
Salvatore Di Vita é um cineasta bem-sucedido que vive em Roma. Um dia ele recebe um telefonema de sua mãe avisando que Alfredo está morto. A menção deste nome traz lembranças de sua infância e, principalmente, do Cinema Paradiso, para onde Salvatore, então chamado de Totó, fugia sempre que podia, depois que terminava a missa (ele era coroinha). No começo, ele costumava espreitar as projeções através das cortinas do cinema, que o padre via primeiro para censurar as imagens que possuíam beijos, e fazia companhia a Alfredo, o projecionista. Foi ali que Totó aprendeu a amar o cinema.

## Elenco
- Philippe Noiret .... Alfredo

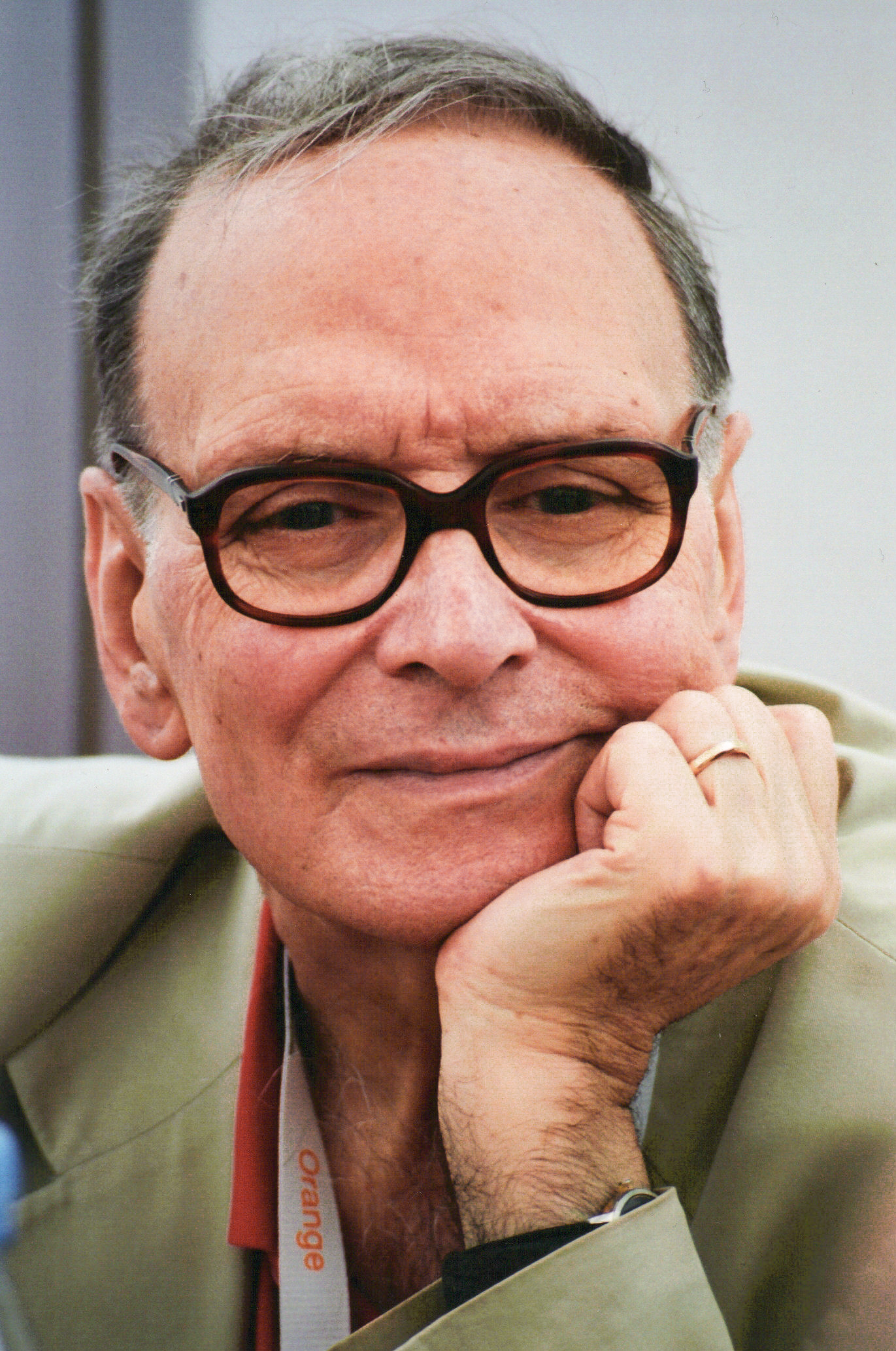
Ennio Morricone, compositor.

- Jacques Perrin .... Salvatore (adulto)
- Salvatore Cascio .... Salvatore (criança)
- Marco Leonardi .... Salvatore (adolescente)
- Agnese Nano .... Elena (adolescente)
- Leopoldo Trieste .... Padre Adelfio
- Enzo Cannavale .... Spaccafico
- Isa Danieli .... Anna
- Leo Gullotta .... Usher
- Pupella Maggio .... Maria (idosa)
- Roberta Lina .... Lia

## Recepção
No agregador de críticas Rotten Tomatoes, que categoriza as opiniões apenas como positivas ou negativas, o filme tem um índice de aprovação de 90% calculado com base em 80 comentários dos críticos que é seguido do consenso: "Cinema Paradiso é uma ode afirmativa ao poder da juventude, da nostalgia e dos próprios filmes". Já no agregador Metacritic, com base em 21 opiniões de críticos que escrevem em maioria para a imprensa tradicional, o filme tem uma média aritmética ponderada de 80 entre 100, com a indicação de "revisões geralmente favoráveis".

## Principais prêmios e indicações
Oscar 1990 (EUA)

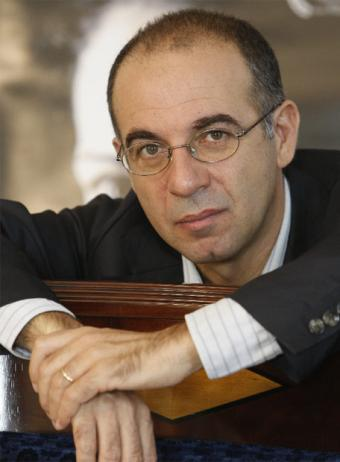
Giuseppe Tornatore, cineasta.

- Venceu - **Melhor filme em língua não inglesa[9]

Globo de Ouro 1990 (EUA)
- Venceu - Melhor filme estrangeiro[10]

Festival de Cannes 1989 (França)
- Venceu - Recebeu o Grande Prêmio do Júri[11]
- Indicado à Palma de Ouro[11]

Prêmio César 1990 (França)
- Ganhou o prêmio de Melhor Poster[carece de fontes?]
- Indicado na categoria de Melhor Filme Estrangeiro[carece de fontes?]

Academia Japonesa de Cinema 1991 (Japão)
- Indicado na categoria de Melhor Filme Estrangeiro[carece de fontes?]

Prêmio David di Donatello 1989 (Itália)
- Venceu na categoria de Melhor Música (Ennio Morricone)[carece de fontes?]

BAFTA 1991 (Reino Unido)
- Venceu nas categorias de melhor ator (Philippe Noiret)[carece de fontes?], Melhor Ator Ator Coadjuvante (Salvatore Cascio)[carece de fontes?], Melhor Filme em Língua Não Inglesa[carece de fontes?], Melhor Trilha Sonora Original[carece de fontes?] e Melhor Roteiro Original[carece de fontes?]
- Indicado nas categorias de Melhor Fotografia[carece de fontes?], Melhor Figurino[carece de fontes?], Melhor Diretor[carece de fontes?], Melhor Edição[carece de fontes?], Melhor Maquiagem[carece de fontes?] e Melhor Direção de Arte[carece de fontes?]